# Жергей
Жерге́й (фр. Gergueil) — коммуна во Франции, находится в регионе Бургундия. Департамент коммуны — Кот-д’Ор. Входит в состав кантона Сомбернон. Округ коммуны — Дижон.
Код INSEE коммуны — 21293.

## Население
Население коммуны на 2010 год составляло 139 человек.
| 1962 | 1968 | 1975 | 1982 | 1990 | 1999 | 2010 |
| ---- | ---- | ---- | ---- | ---- | ---- | ---- |
| 89   | 81   | 54   | 66   | 72   | 100  | 139  |

## Экономика
В 2010 году среди 95 человек трудоспособного возраста (15—64 лет) 76 были экономически активными, 19 — неактивными (показатель активности — 80,0 %, в 1999 году было 73,3 %). Из 76 активных жителей работали 74 человека (41 мужчина и 33 женщины), безработных было 2 (2 мужчин и 0 женщин). Среди 19 неактивных 5 человек были учениками или студентами, 10 — пенсионерами, 4 были неактивными по другим причинам.